# Bloc Party (EP)
Bloc Party es el primer EP y compilación de los primeros dos sencillos "She's Hearing Voices" y "Banquet/Staying Fat" lanzados en el Reino unido de la banda británica Bloc Party. Publicado el 24 de mayo de 2004, en V2 Records. Más tarde fue lanzado en Japón en agosto de 2004, y luego en la de Estados Unidos por Dim Mak Records en septiembre del mismo año.

## Listado de canciones
| N.º | Título                        | Duración |  |
| 1.  | «Banquet»                     | 3:19     |  |
| 2.  | «Staying Fat»                 | 2:23     |  |
| 3.  | «She's Hearing Voices»        | 3:30     |  |
| 4.  | «The Marshals are Dead»       | 3:52     |  |
| 5.  | «The Answer»                  | 4:04     |  |
| 6.  | «Banquet (Phones Disco Edit)» | 5:26     |  |

## Personal
- Mark Aubrey – Productor
- Bloc Party – Productor
- Paul Epworth – Productor
- Scott McCormick – Productor
- Linsey Tulley – Ilustraciones
- Simon White – Dirección
- Tony Perrin – Dirección